# Xylopia plowmanii
Xylopia plowmanii este o specie de plante angiosperme din genul Xylopia, familia Annonaceae, descrisă de Paul Edward Berry și David Mark Johnson. Conform Catalogue of Life specia Xylopia plowmanii nu are subspecii cunoscute.